# Code de la famille et de l'aide sociale
Pour les autres articles nationaux ou selon les autres juridictions, voir Code de la famille.
Lire en ligne

Articles encore en vigueur sur Légifrance

Code de l'action sociale et des familles (nouveau nom)
En France, nom porté entre 1956 et 2000 par un code français renommé depuis Code de l'action sociale et des familles.
Certaines dispositions résiduelles sont néanmoins encore en vigueur.